# Lista de prêmios e indicações recebidos por Lily Allen
Este anexo é a lista de prêmios e indicações recebidos por Lily Allen, que consiste em 30 troféus ganhos de 86 indicações sendo concorridas com outros artistas ou honrarias de prestígio.

## BMI Awards
| Ano  | Nomeação   | Categoria    | Resultado |
| ---- | ---------- | ------------ | --------- |
| 2008 | "Smile"    | BMI Pop Song | Venceu    |
| 2010 | "The Fear" | BMI Pop Song | Venceu    |

## BRIT Awards
| Ano  | Nomeação              | Categoria                  | Resultado |
| ---- | --------------------- | -------------------------- | --------- |
| 2007 | Lily Allen            | British Female Solo Artist | Indicado  |
| 2007 | Alright, Still        | MasterCard British Album   | Indicado  |
| 2007 | Lily Allen            | British Breakthrough Act   | Indicado  |
| 2007 | "Smile"               | British Single             | Indicado  |
| 2010 | Lily Allen            | British Female Solo Artist | Venceu    |
| 2010 | It's Not Me, It's You | MasterCard British Album   | Indicado  |
| 2010 | "The Fear"            | British Single             | Indicado  |
| 2015 | Lily Allen            | British Female Solo Artist | Indicado  |

## BT Digital Music Awards
| Ano  | Nomeação   | Categoria       | Resultado |
| ---- | ---------- | --------------- | --------- |
| 2006 | Lily Allen | Best Pop Artist | Venceu    |

## Download Music Awards
| Ano  | Nomeação              | Categoria        | Resultado |
| ---- | --------------------- | ---------------- | --------- |
| 2009 | It's Not Me, It's You | Best Album       | Venceu    |
| 2009 | "Not Fair"            | Best Music Video | Indicado  |
| 2009 | "Lily Allen"          | Best Female Act  | Indicado  |
| 2009 | "Not Fair"            | Best Single      | Indicado  |

## European Festival Awards
| Ano  | Nomeação   | Categoria   | Resultado |
| ---- | ---------- | ----------- | --------- |
| 2009 | "Fuck You" | Hino do Ano | Indicado  |

## ELLE Style Awards
| Ano  | Nomeação   | Categoria                  | Resultado |
| ---- | ---------- | -------------------------- | --------- |
| 2014 | Lily Allen | UK Recording Artist Female | Venceu    |

## Fonogram Awards
| Ano  | Nomeação              | Categoria                                | Resultado |
| ---- | --------------------- | ---------------------------------------- | --------- |
| 2010 | It's Not Me, It's You | Best International Modern Pop/Rock Album | Indicado  |

## Glamour Woman of the Year Awards
| Ano  | Nomeação   | Categoria              | Resultado |
| ---- | ---------- | ---------------------- | --------- |
| 2008 | Lily Allen | Editor's Special Award | Venceu    |
| 2010 | Lily Allen | Best UK Solo Artist    | Venceu    |

## Gold Digital Single Awards
| Ano  | Nomeação   | Categoria  | Resultado |
| ---- | ---------- | ---------- | --------- |
| 2009 | "The Fear" | Best Track | Venceu    |

## Global Mobile Awards
| Ano  | Nomeação   | Categoria                 | Resultado |
| ---- | ---------- | ------------------------- | --------- |
| 2007 | Lily Allen | The Artist Campaign Award | Venceu    |

## Grammy Awards
O Grammy Awards é premiado anualmente pela National Academy of Recording Arts and Sciences dos Estados Unidos. Allen já foi indicada uma vez com o álbum Alright, Still.
| Ano  | Nomeação       | Categoria                          | Resultado |
| ---- | -------------- | ---------------------------------- | --------- |
| 2008 | Alright, Still | Melhor Álbum de Música Alternativa | Indicado  |

## GQ Men of the Year Awards
| Ano  | Nomeação   | Categoria     | Resultado |
| ---- | ---------- | ------------- | --------- |
| 2009 | Lily Allen | Mulher do Ano | Venceu    |

## Highstreet Fashion Awards
| Ano  | Nomeação   | Categoria              | Resultado |
| ---- | ---------- | ---------------------- | --------- |
| 2008 | Lily Allen | Best Dressed Celebrity | Indicado  |

## IFPI Platinum Europe Awards
O Platinum Europe Awards, estabilizado em 1996 pela International Federation of the Phonographic Industry (IFPI), reúne artistas que atingiram marcas de vendas superiores a um milhão de cópias de um álbum na Europa. Lily Allen já venceu em duas das duas indicações que já recebeu.
| Ano  | Nomeação              | Categoria      | Resultado |
| ---- | --------------------- | -------------- | --------- |
| 2007 | Alright, Still        | Platinum Award | Venceu    |
| 2009 | It's Not Me, It's You | Platinum Award | Venceu    |

## Ivor Novello Awards
| Ano  | Nomeação   | Categoria                                                      | Resultado |
| ---- | ---------- | -------------------------------------------------------------- | --------- |
| 2010 | Lily Allen | Compositores do Ano (juntamente de Greg Kurstin)               | Venceu    |
| 2010 | "The Fear" | Best Song Lyrically and Musically (juntamente de Greg Kurstin) | Venceu    |
| 2010 | "The Fear" | PRS for Music Most Performed Work                              | Venceu    |

## Meteor Ireland Music Awards
| Ano  | Nomeação   | Categoria                 | Resultado |
| ---- | ---------- | ------------------------- | --------- |
| 2007 | Lily Allen | Best International Female | Venceu    |
| 2010 | Lily Allen | Best International Female | Indicado  |

## MP3 Music Awards
| Ano  | Nomeação                | Categoria                               | Resultado |
| ---- | ----------------------- | --------------------------------------- | --------- |
| 2009 | "The Fear               | Indie/Rock/Pop Awards                   | Indicado  |
| 2010 | "Just Be Good to Green" | "The RCD Award (Radio/Charts/Downloads) | Indicado  |

## MTV Video Music Awards
| Ano  | Nomeação   | Categoria       | Resultado |
| ---- | ---------- | --------------- | --------- |
| 2007 | Lily Allen | Best New Artist | Indicado  |

### MTV Australia Video Music Awards
| Ano  | Nomeação | Categoria           | Resultado |
| ---- | -------- | ------------------- | --------- |
| 2007 | "Smile"  | Spankin' New Artist | Indicado  |

### MTV Europe Music Awards
| Ano  | Nomeação   | Categoria             | Resultado |
| ---- | ---------- | --------------------- | --------- |
| 2006 | Lily Allen | Best UK & Ireland Act | Indicado  |
| 2007 | Lily Allen | Artist Choice         | Indicado  |

### MTV Video Music Awards Japan
| Ano  | Nomeação   | Categoria             | Resultado |
| ---- | ---------- | --------------------- | --------- |
| 2007 | "Smile     | Best New Artist Video | Indicado  |
| 2007 | "Smile     | Best Reggae Video     | Indicado  |
| 2009 | "The Fear" | Best Pop Video        | Indicado  |

### MTV Video Music Brasil
| Ano  | Nomeação   | Categoria             | Resultado |
| ---- | ---------- | --------------------- | --------- |
| 2007 | Lily Allen | Artista Internacional | Indicado  |
| 2009 | Lily Allen | Artista Internacional | Indicado  |

### Los Premios MTV Latinoamérica
| Ano  | Nomeação   | Categoria                     | Resultado |
| ---- | ---------- | ----------------------------- | --------- |
| 2007 | Lily Allen | Best International New Artist | Indicado  |

## Morgan Awards
| Ano  | Nomeação   | Categoria   | Resultado |
| ---- | ---------- | ----------- | --------- |
| 2009 | Lily Allen | Best Insult | Venceu    |

## Music Week Awards
| Ano  | Nomeação   | Categoria                         | Resultado |
| ---- | ---------- | --------------------------------- | --------- |
| 2007 | Lily Allen | UK Marketing Campaing of the Year | Venceu    |

## NME Awards

### NME Awards USA
| Ano  | Nomeação   | Categoria                     | Resultado |
| ---- | ---------- | ----------------------------- | --------- |
| 2008 | Lily Allen | Best New International        | Indicado  |
| 2008 | Lily Allen | Indie Alternative Solo Artist | Indicado  |

### Shockwave NME Awards
| Ano  | Nomeação        | Categoria                | Resultado |
| ---- | --------------- | ------------------------ | --------- |
| 2007 | Lily Allen      | Best Solo Artist         | Indicado  |
| 2007 | Lily Allen      | Sexiest Woman            | Indicado  |
| 2007 | Lily Allen      | Worst Dressed            | Venceu    |
| 2007 | Alright, Still  | Worst Album              | Indicado  |
| 2008 | Lily Allen      | Best Band Blog           | Indicado  |
| 2010 | Lily Allen      | Giving It Back Fan Award | Venceu    |
| 2011 | Lily Allen      | Best Band Blog           | Indicado  |
| 2014 | Lily Allen      | Best Solo Artist         | Venceu    |
| 2014 | "Hard out Here" | Best Track               | Indicado  |
| 2014 | "Hard out Here" | Best Video               | Indicado  |

## NRJ Music Awards
| Ano  | Nomeação   | Categoria                               | Resultado |
| ---- | ---------- | --------------------------------------- | --------- |
| 2007 | Lily Allen | International Revelation of the Year    | Indicado  |
| 2010 | Lily Allen | International Female Artist of the Year | Indicado  |
| 2010 | "Fuck You" | International Song of the Year          | Indicado  |

## Premios Oye!
| Ano  | Nomeação       | Categoria                        | Resultado |
| ---- | -------------- | -------------------------------- | --------- |
| 2007 | Alright, Still | English Breakthrough of the Year | Venceu    |

## Q Awards
| Ano  | Nomeação   | Categoria    | Resultado |
| ---- | ---------- | ------------ | --------- |
| 2006 | Lily Allen | Best New Act | Indicado  |
| 2007 | "Alfie"    | Best Video   | Indicado  |
| 2009 | "The Fear" | Best Track   | Indicado  |

## Teen Choice Awards
O Teen Choice Awards teve sua primeira exibição em 1999 e premia as grande conquistas anuais na música, cinema, televisão e esporte, votado por jovens entre 13 de 19 anos de idade. Lily Allen já foi indicada uma vez.
| Ano  | Nomeação   | Categoria                | Resultado |
| ---- | ---------- | ------------------------ | --------- |
| 2007 | Lily Allen | Breakout Artist - Female | Indicado  |

## The Sun's Bizarre Awards
| Ano  | Nomeação   | Categoria    | Resultado |
| ---- | ---------- | ------------ | --------- |
| 2006 | Lily Allen | Best New Act | Venceu    |

## TMF Awards
| Ano  | Nomeação   | Categoria                     | Resultado |
| ---- | ---------- | ----------------------------- | --------- |
| 2006 | Lily Allen | Best International New Artist | Venceu    |

## UK Festival Awards
| Ano  | Nomeação   | Categoria                          | Resultado |
| ---- | ---------- | ---------------------------------- | --------- |
| 2006 | Lily Allen | Festival Pop Act                   | Indicado  |
| 2006 | Lily Allen | Festival Breakthrough Act          | Indicado  |
| 2007 | Lily Allen | Festival Pop Act                   | Indicado  |
| 2009 | Lily Allen | Festival Fitty of the Year - Girls | Venceu    |

## UK Music Video Awards
| Ano  | Nomeação   | Categoria                      | Resultado |
| ---- | ---------- | ------------------------------ | --------- |
| 2009 | "The Fear" | Best Art Direction in a Video  | Indicado  |
| 2009 | "22"       | Best Telecine in a Video       | Indicado  |
| 2010 | "Fuck You" | Best Visual Effects in a Video | Indicado  |

## Urban Music Awards UK
| Ano  | Nomeação       | Categoria                | Resultado |
| ---- | -------------- | ------------------------ | --------- |
| 2006 | Alright, Still | Best Album               | Venceu    |
| 2006 | Lily Allen     | Best Crossover Chart Act | Indicado  |

## Virgin Media Music Awards
| Ano  | Nomeação              | Categoria        | Resultado |
| ---- | --------------------- | ---------------- | --------- |
| 2009 | Lily Allen            | Hottest Female   | Indicado  |
| 2009 | Lily Allen            | Twit of the Year | Indicado  |
| 2009 | It's Not Me, It's You | Best Album       | Indicado  |
| 2009 | "The Fear"            | Best Track       | Venceu    |

## Vodafone Live Music Awards
| Ano  | Nomeação   | Categoria        | Resultado |
| ---- | ---------- | ---------------- | --------- |
| 2007 | Lily Allen | Best Female Live | Indicado  |